# Aenictogiton
Aenictogiton – rodzaj mrówek z podrodziny Dorylinae. Opisany przez Carlo Emery'ego w roku 1901.

## Gatunki
Rodzaj obejmuje 7 gatunków:
- Aenictogiton attenuatus Santschi, 1919
- Aenictogiton bequaerti Forel, 1913
- Aenictogiton elongatus Santschi, 1919
- Aenictogiton emeryi Forel, 1913
- Aenictogiton fossiceps Emery, 1901
- Aenictogiton schoutedeni Santschi, 1924
- Aenictogiton sulcatus Santschi, 1919